# Aghawnadzor (Wajoc Dzor)
Aghawnadzor – wieś w Armenii, w prowincji Wajoc Dzor. W 2011 roku liczyła 1890 mieszkańców.